# Boîte à musique
Pour les articles homonymes, voir Boîte à musique (homonymie).
 (février 2024).

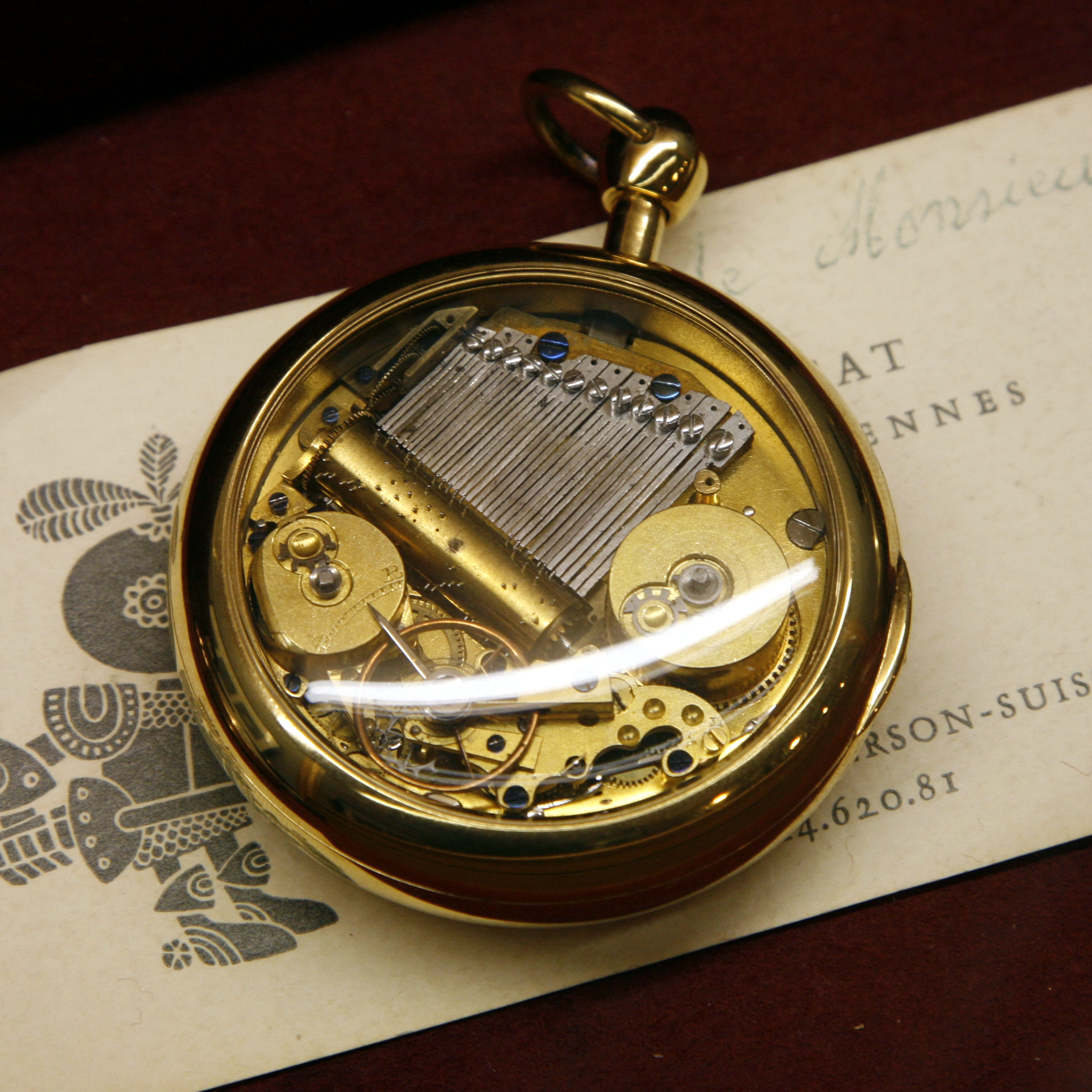
Montre gousset possédant un mécanisme de boîte à musique (Musée Baud, Suisse).

Une boîte à musique, ou boite à musique, est un instrument de musique mécanique dont l'organe musical est constitué d'un ensemble de lames d'acier dont une extrémité est maintenue fermement, et dont l'autre, restée libre, est mise en vibration mécaniquement.
Tous les instruments de musique mécaniques ne sont donc pas des boîtes à musique.

## La boîte à musique à cylindre

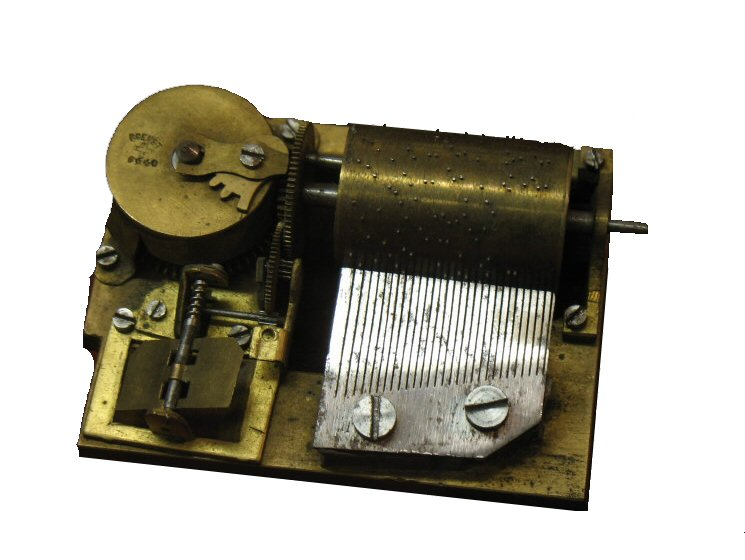
Un mécanisme de boîte à musique.

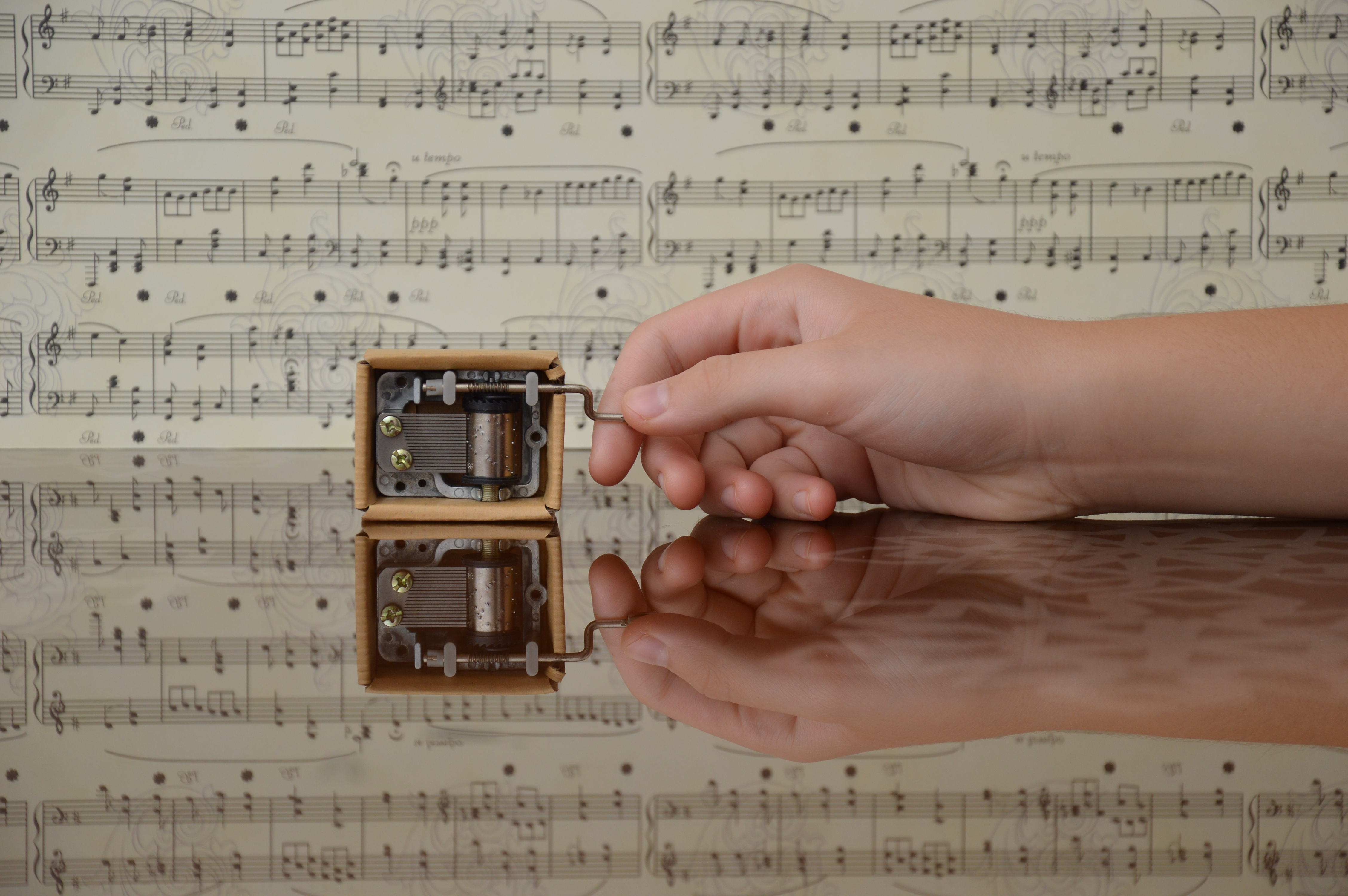
Une autre boîte à musique.

Le 15 février 1796, l'horloger genevois Antoine Favre présente son invention au Comité de Méchanique de Genève qu'il intitule « carillon sans timbre ni marteau ». Il s'agit d'un minuscule mouvement mécanique actionnant un cylindre en laiton garni de pointes, qui au passage, soulèvent puis relâchent dans un ordre bien défini, des lames en acier parfaitement accordées, pour reproduire un air de musique. Ces lames, en retombant produisent le son. Antoine ne trouvera pas les fonds nécessaires à la mise en œuvre de son idée. Dès 1802, Isaac Piguet profitera de l'invention en introduisant dans des bagues, des cachets, des montres, ces minuscules mouvements à musique mis au point par Antoine Favre. Pour rendre certains objets plus plats (par exemple les montres), le cylindre sera remplacé par un petit disque appelé « plateau ». Celui-ci sera garni de picots sur les deux faces, ce qui permet d'augmenter le nombre de notes, mais représente une véritable prouesse technique. Plus tard, des mouvements plus grands seront placés dans des tabatières (petites boîtes en bois, en corne, en écaille ou en métal précieux dans lesquelles on mettait le tabac à priser) ou des socles de pendule. Ils accompagnent donc toujours un autre objet. On se rendra alors compte qu'ils peuvent représenter un intérêt propre et ils seront, dans les premiers temps, placés dans des boîtes toutes simples de bois fruitier. D'où leur nom de « boîtes à musique ».
On distingue deux types de boîtes à musique :
- le type tabatière, dont le barillet est perpendiculaire au cylindre, et qui, comme son nom l'indique, se trouve principalement dans les tabatières ;
- le type cartel dont le barillet est parallèle au cylindre ; il tient son nom du fait que dans les premiers temps, il était placé dans les socles de pendules appelées « cartel ». Par extension, le mouvement à musique a gardé ce nom.

Durant la majeure partie du XIXe siècle, la production de boite à musique a été concentrée en Suisse, à Genève qui en est le berceau, mais dès 1811, elle s'installe également dans le Jura vaudois, à L'Auberson et à Sainte-Croix, contribuant à revaloriser et à perpétuer une forte tradition horlogère qui était en pleine crise du fait des guerres napoléoniennes.
En France, citons aussi la fabrique L'Épée créée (par des Suisses) en 1839 à Sainte-Suzanne dans le Pays de Montbéliard, qui produira quelques innovations (intégration de mécanismes dans des jouets et autres petits objets, claviers à plusieurs octaves, accompagnements de tambours et de castagnettes, remplacement des manivelles par des ressorts pour donner le mouvement au cylindre, cartels à plusieurs cylindres, capables de jouer plusieurs airs...). Quelques petits fabricants produisent des mouvements à musique à Vienne et à Prague dans ce qui est alors l'Empire austro-hongrois. 
Les cylindres jouent un nombre limité de mélodies, en général 4-6-8, parfois plus. Pour changer d'air, le cylindre se déplace légèrement de côté de façon à présenter une autre série de picots devant le clavier. En 1862, la firme Paillard met au point des musiques dans lesquelles on peut changer de cylindre, multipliant ainsi le nombre de mélodies. Un carton appelé « carte d'airs » est souvent fixé sur la face intérieure du couvercle. Il reprend la liste des airs joués.

## Fonctionnement

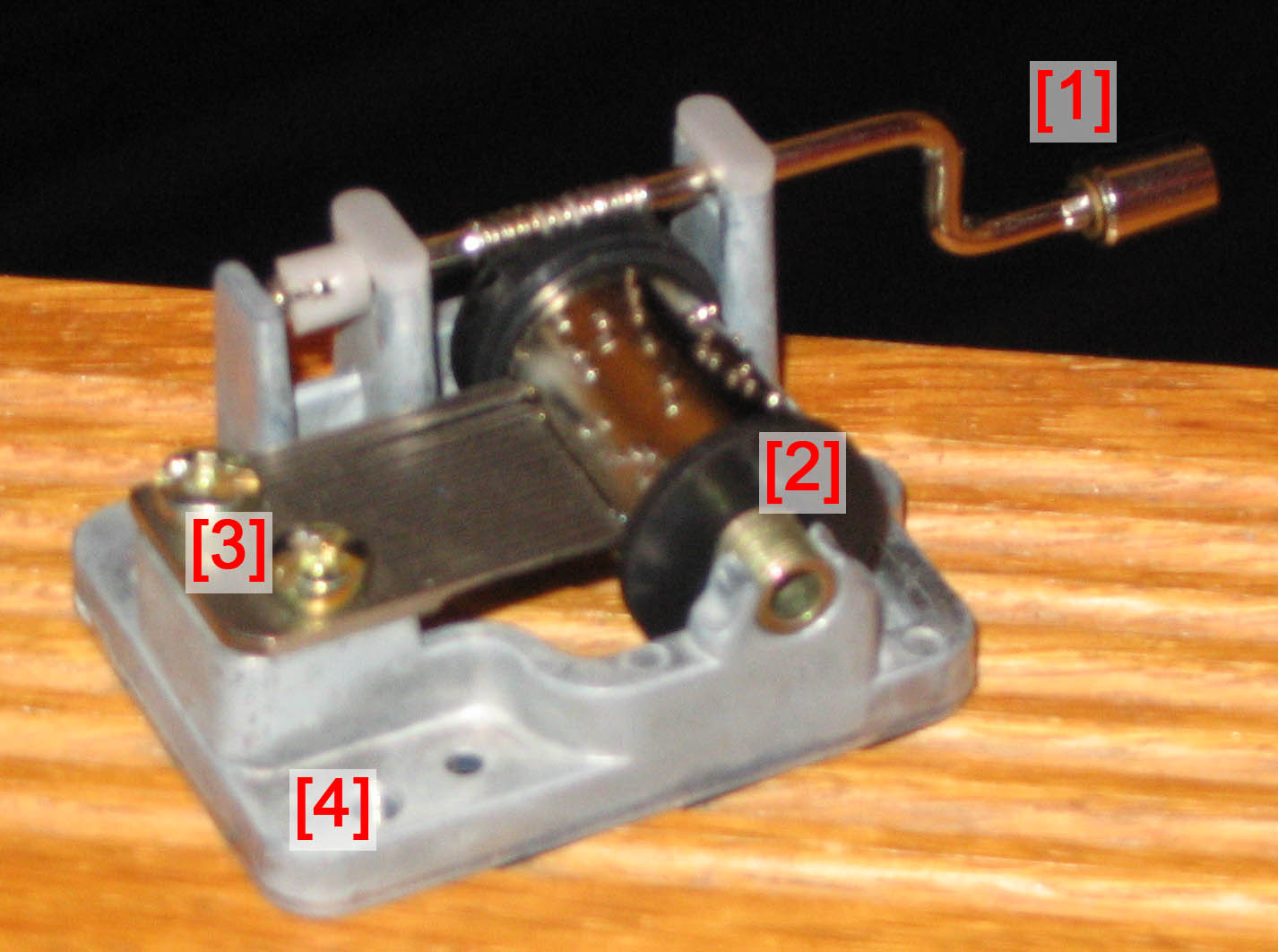
La manivelle [1] fait tourner le cylindre [2], les picots entraînent les lamelles du clavier [3] qui produit la musique. Tous ces éléments sont fixés sur la platine [4].

Depuis les plus simples jusqu'aux plus riches et depuis les plus anciennes jusqu'aux plus récentes, toutes les boîtes à musique ont toujours fonctionné selon le même principe. On peut schématiser ainsi leur fonctionnement :
- un ressort enroulé autour d'un axe est contenu dans le barillet. Ce ressort peut, sur certaines petites boîtes à musique de moins de 20 lames, être remplacé par une manivelle (en ce cas, il n'y a pas de régulateur) ;
- un cylindre garni de picots plantés sur sa surface reçoit le couple mécanique du ressort qui lui est communiqué par un engrenage situé à l'une de ses extrémités. C'est la disposition des picots qui représente la partition ;
- un régulateur à foliot (ou modérateur à air), situé à l'autre extrémité du cylindre, maîtrise le couple mécanique qui va imprimer au cylindre un mouvement de rotation lent et régulier ; ce modérateur est constitué d'un papillon monté sur une vis sans fin, qui est mis en rotation rapide par un train d'engrenages ; la vitesse de rotation du papillon et par là du cylindre (et donc le tempo de la mélodie) peut être réglée en modifiant l'inclinaison des pales, qui présentent ainsi une plus ou moins grande résistance à l'air. Sur les boîtes à manivelle, il n'y a jamais de régulateur à foliot, le « musicien » doit donc tourner la manivelle à la bonne vitesse, et de façon constante, faute de quoi le tempo de la mélodie sera altéré ;
- un clavier fixé devant le cylindre est l'élément musical de l'instrument ; il est constitué d'un ensemble de lames d'acier parfaitement accordées suivant l'air à jouer, et qui soulevées puis lâchées par les picots du cylindre, vont vibrer en produisant le son ;
- une platine en laiton dans les premiers temps, puis en fonte et finalement en tôle emboutie sur laquelle seront fermement fixées ces diverses pièces.

## Perfectionnements
L'apparition de la fraiseuse dans les ateliers va permettre de faire des claviers d'une seule pièce. Au début en effet, dans les tabatières comme dans les cartels, les lames, limées à la main étaient vissées devant le cylindre, soit individuellement, soit par petits groupes car il était impossible d'en limer plus de 4 ou 5 sans faire de casse.
L'invention des étouffoirs par François Nicole apporte une amélioration importante. Lorsqu'une lame vient d'être mise en vibration et qu'un picot s'en approche pour la faire jouer à nouveau avant qu'elle n'ait arrêté de vibrer, ses battements sur ce picot produisent une sorte de grincement ou de chuintement désagréable. Pour l'éviter, un petit fil d'acier recourbé sera fixé par une goupille sous le bec de lame. Ce fil (ou étouffoir) soulevé le premier par le picot est amené en contact de cette lame et en arrête la vibration. Elle sera donc inerte lorsque le picot l'atteindra et pourra jouer sans bruit parasite.
Importante aussi sera l'apparition des résonateurs, constitués d'une masse de plomb soudée sous les notes graves. Ils permettent d'en réduire la longueur et d'en faciliter l'accord.
Généralement le cylindre compte 4, 6, 8 ou 10 airs. Le programme est donc limité. Vers 1850, Henri Lecoultre met au point des boîtes à musique dans lesquelles il est possible de remplacer le cylindre par un autre augmentant ainsi le programme. On pourra augmenter la durée de marche entre deux remontages par des doubles voire quadruples barillets.
Des boîtes à musique avec 2, 3, 4 claviers accordés différemment produisent des genres sonores différents parmi lesquels les plus courants sont : le « forte piano » (un clavier dur répondant à un clavier plus doux), la « sublime harmonie » (deux claviers identiques mais accordés avec une légère dissonance), le « piccolo » (un ensemble de lames jouant des notes très aiguës). D'autres imitent la mandoline par une répétition très rapide de la même note en faisant jouer en succession rapide plusieurs lames identiques placées côte à côte. On ajoute à certaines boîtes des accompagnements de timbres, de tambour et de castagnettes pour les rendre plus attractives. Certains fabricants ajouteront à leurs pièces un petit orgue à jeu d'anches, on appellera ces pièces organettes.
Les ébénistes de leur côté, pour joindre le plaisir des yeux à celui des oreilles, rivaliseront aussi d'adresse pour fabriquer des coffrets splendides en utilisant des bois précieux (noyer, acajou, palissandre) et en les décorant de riches marquèteries.

## Principaux fabricants de boîtes à musique à cylindre

### Suisse
Genève & Vallée de Joux :
- Alder Ferdinand
- Brémond Baptiste-Antoine
- Conchon François-Michel
- Ducommun-Girod
- Greiner Théodore-Jean
- Grosclaude Louis-Auguste
- Langdorff David
- Lecoultre
- Metert Isaac-Henri
- Nicole Frères
- Perrelet Auguste-Louis
- Rivenc Ami-François
- Troll Samuel

Sainte-Croix et environs :
- Bornand Eugène
- Mermod Frères
- Paillard
- Thorens Hermann

### France
- Clément (Cluses - Haute-Savoie)
- David Cadet (Morez - Jura)
- L'Epée Auguste (Sainte-Suzanne - Doubs)
- Soualle Alexandre (Château de Villetaneuse - Paris, 10e arr.)

## La boîte à musique à disques

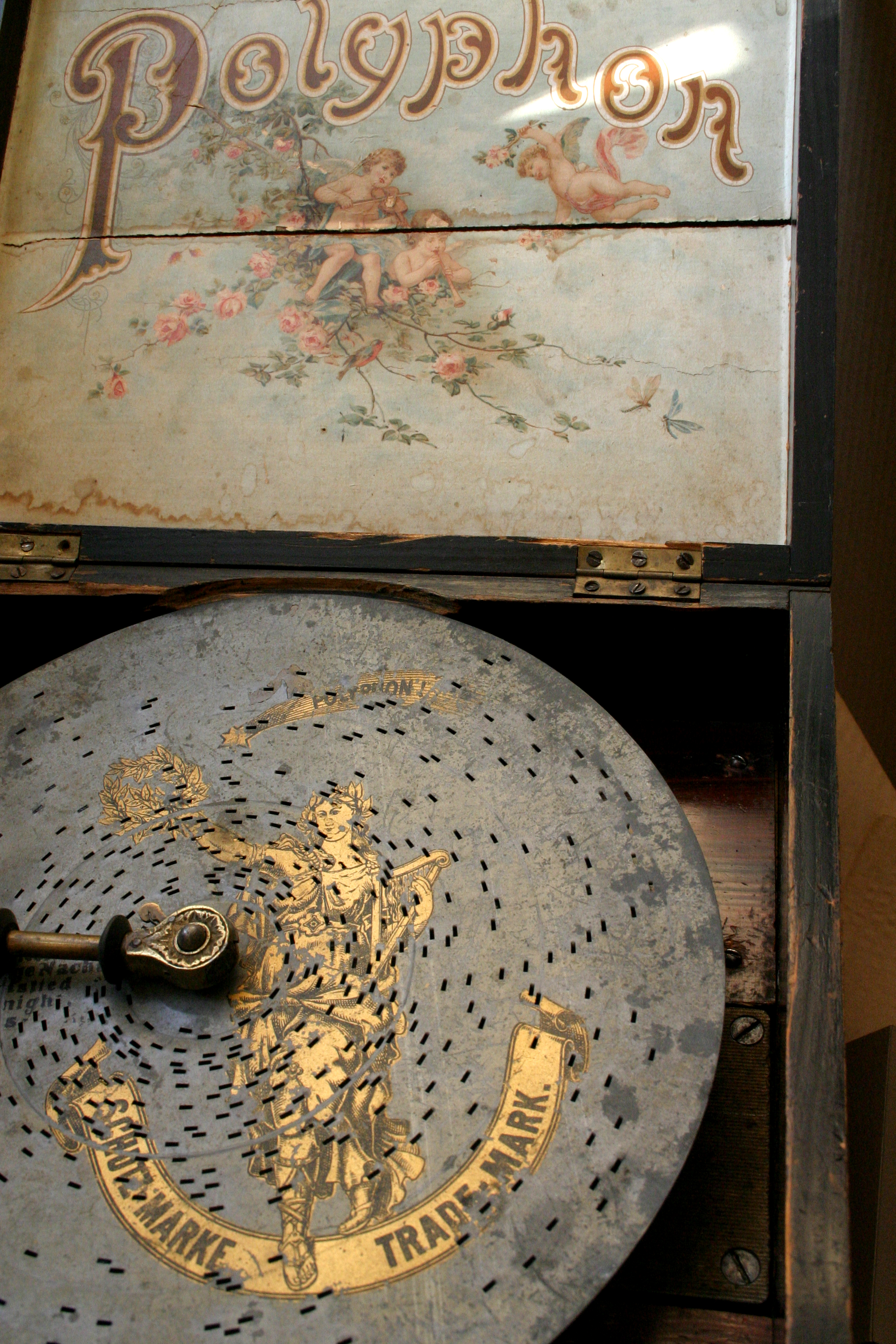
Un Polyphon.

Paul Lochmann, à Leipzig, en Allemagne cette fois, lance un nouveau type de boîte à musique dans laquelle le cylindre est remplacé par un disque métallique garni sur une face d'aspérités ou « projections » qui sont de fines lamelles de métal coupées par emboutissage sur la surface du disque et recourbées sur elles-mêmes sur l'autre face. Ces projections ne soulèveront pas directement les lames du clavier, mais accrochant une branche d'une roue étoilée, la feront tourner, et la branche suivante de l'étoile actionnera la lame fixée devant elle. La construction de ces nouveaux instruments est beaucoup moins compliquée et demande moins de précision que celle des boîtes à musique à cylindre. Les disques étant fabriqués par emboutissage pourront être reproduits sans difficulté. Les mécanismes et les coffrets des différents modèles seront fabriqués en série, ce qui va permettre de réduire considérablement le prix d'un instrument dont le programme pourra être augmenté à volonté, le propriétaire pouvant acheter autant de disques qu'il le souhaite. Les boîtes à musique à disques prendront donc rapidement le pas sur les musiques à cylindre. La majorité des boîtes à musique à disques sera cependant fabriquée en Allemagne par des marques telles que Symphonion, Polyphon ou Kalliope.
Le caractère persévérant des artisans suisses fait adopter rapidement ce procédé et certaines maisons se lancent à leur tour dans la fabrication de la boîte à musique à disques, en y apportant bien sûr des perfectionnements ce qui permettra de contourner les brevets allemands.
Plus robustes, plus sonores et moins coûteuses, on pourra souvent trouver dans les cafés et les tavernes des boîtes à musique de grandes dimensions munies d'un monnayeur et dont les disques tournent verticalement. Certaines de celles-ci présentent même un choix d'une dizaine de disques. L'utilisateur en sélectionne un avant d'introduire sa pièce dans la fente et le disque choisi se met automatiquement en place. Ce sont les ancêtres de nos juke-box.

## Le déclin

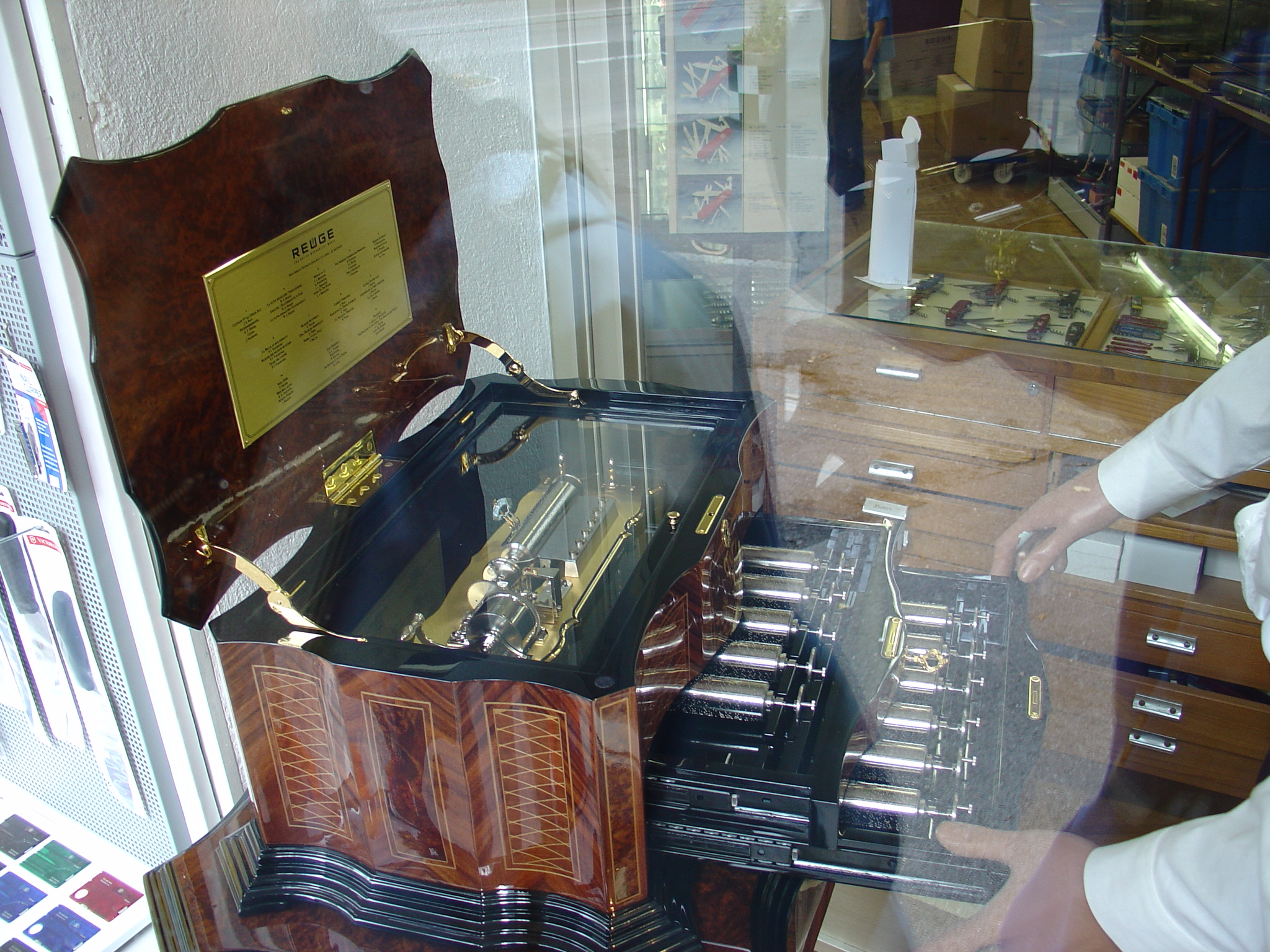
Boîte à musique fabriquée par la société Reuge

À la fin du XIXe siècle et au début du XXe siècle, l'apparition du phonographe, qui permet de reproduire la voix humaine et les sons des instruments de musique, va précipiter la chute des ventes des boîtes à musique.
En France, il subsiste quelques industries qui fabriquent toujours des appareils et des boîtes à musique comme l'entreprise Trousselier ou encore la société Lutèce Créations. Au Japon, la société Nidec Sankyo (en) a diminué le cout de fabrication et poursuit la vente de ses mécanismes grâce aux méthodes de productions modernes. Elles confectionnent ses mécanismes pour les intégrer dans des jouets, des peluches, des automates, des boites à bijoux ou des objets de collections à destinations des enfants ou d'adultes amateurs et passionnés de micro mécanique. Ses jouets ont l’avantage de ne pas utiliser de piles. La société Porter Music Box Company, implanté dans le Vermont, poursuit la restauration des mécanismes anciens. La société Reuge à Sainte-Croix (Vaud) en Suisse propose ses créations qui sont de véritables objets de mécanique d'art.

## Endroits où l'on peut voir des boîtes à musique

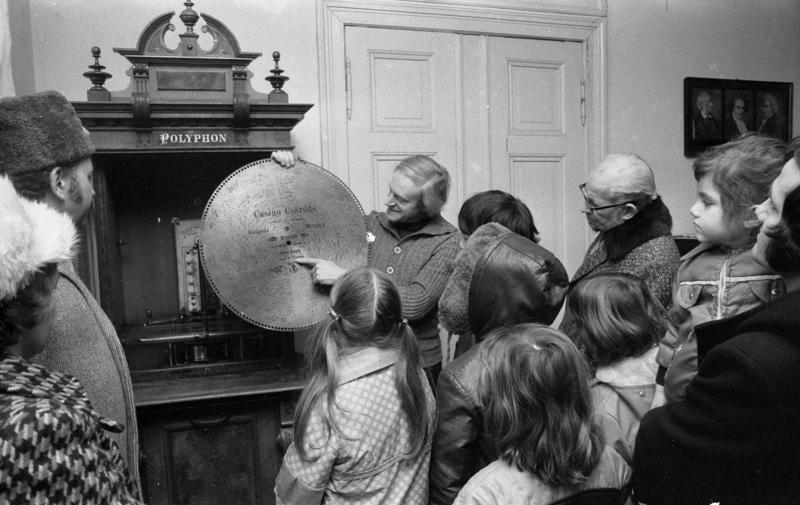
Polyphon exposé au Gründerzeit Museum.

- Le Petit Monde Magique de la Musique Mécanique, Belgique.
- Musée de la musique mécanique aux Gets, France
- Musée d'automates et de boîtes à musique CIMA, Sainte-Croix, Suisse.
- Musée Baud, L'Auberson, Suisse.
- Musée des Automates à musique, Seewen, Suisse.
- Musée Beurnier-Rossel, Montbéliard, France.
- Ferme des orgues de Steenwerck, Steenwerck, France.
- Musée de la Technique et du Textile, Bielsko-Biała, Pologne
- Gründerzeit Museum, Berlin, Allemagne
- Music Box Museum, Otaru, Japon